# سام بریتلتون
سام بریتلتون (انگلیسی: Sam Brittleton; ۱۷ ژوئن ۱۸۸۵ – ۴ اکتبر ۱۹۵۱) بازیکن فوتبال اهل بریتانیا بود.
از باشگاه‌هایی که در آن بازی کرده‌است می‌توان به باشگاه فوتبال ساوت‌همپتون، باشگاه فوتبال استوک‌پورت کانتی، باشگاه فوتبال پرستون نورث اند، و باشگاه فوتبال چورلی اشاره کرد.